# بخش کانپور دیهات
کانپور دیهات (انگلیسی: Kanpur Dehat district) یک بخش در ایالت اوتار پرادش، هند است.
این بخش دارای ۳٬۰۲۱ کیلومتر مربع مساحت و ۱٬۷۹۶٬۱۸۴ نفر جمعیت می‌باشد.

## نگارخانه

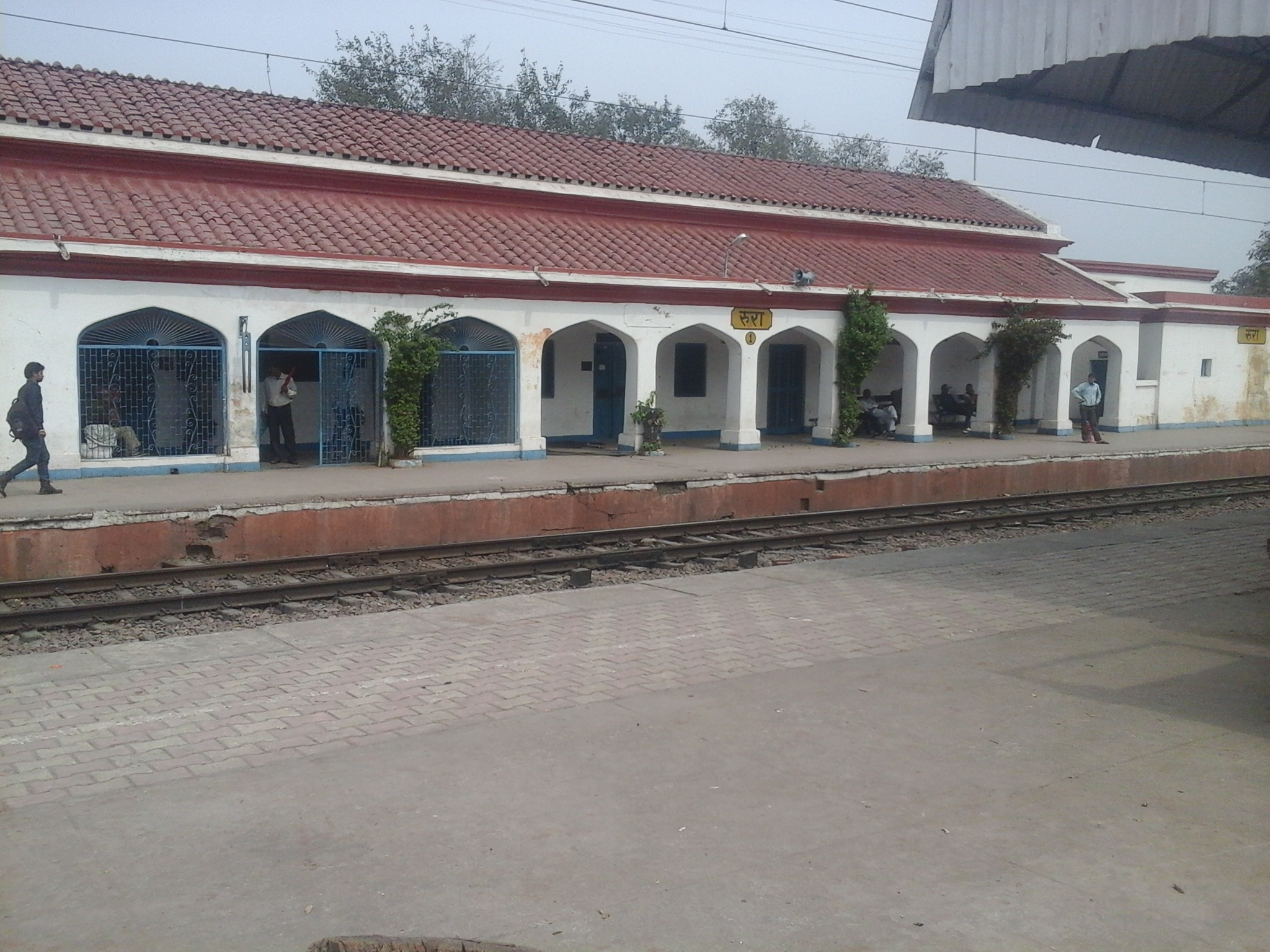
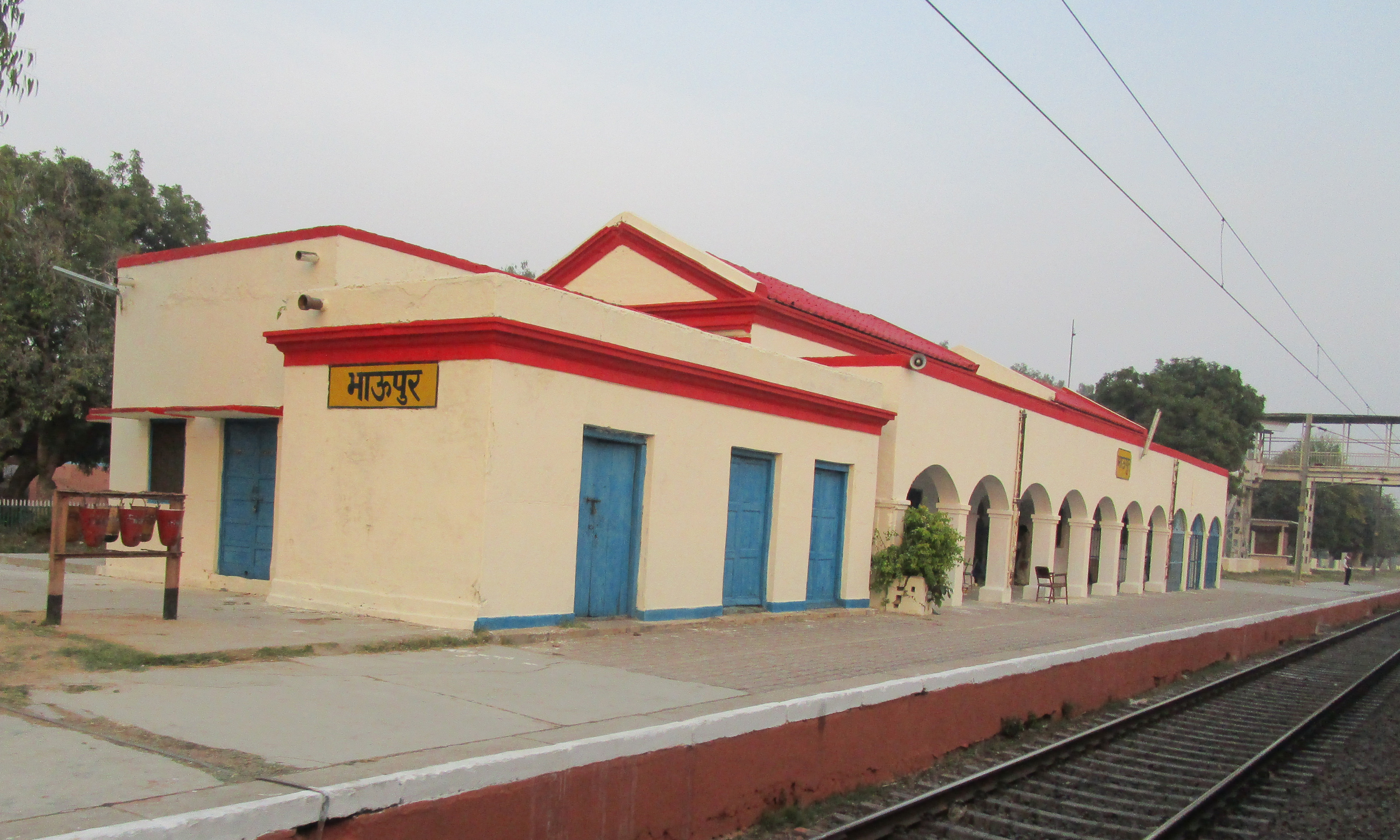
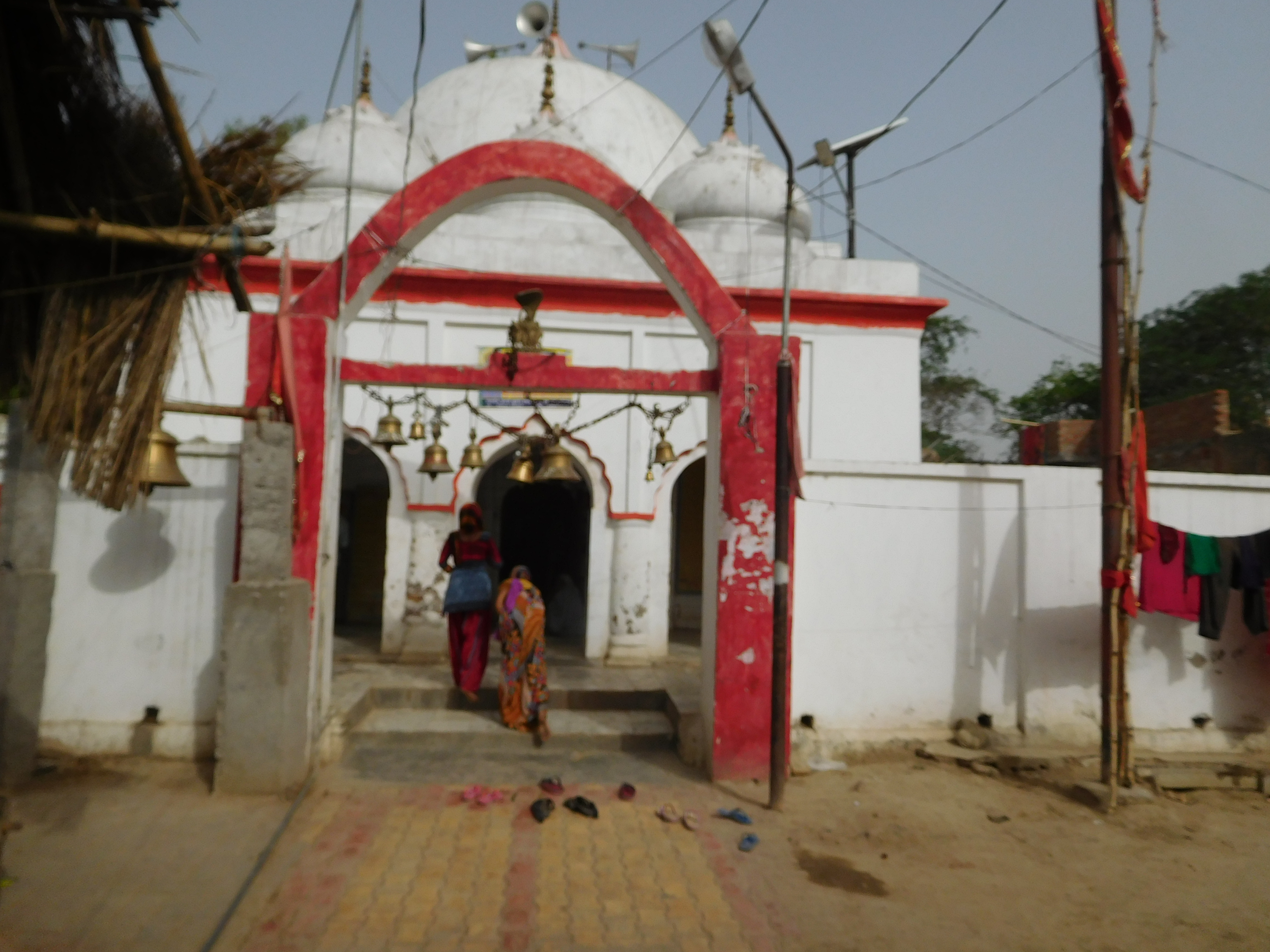
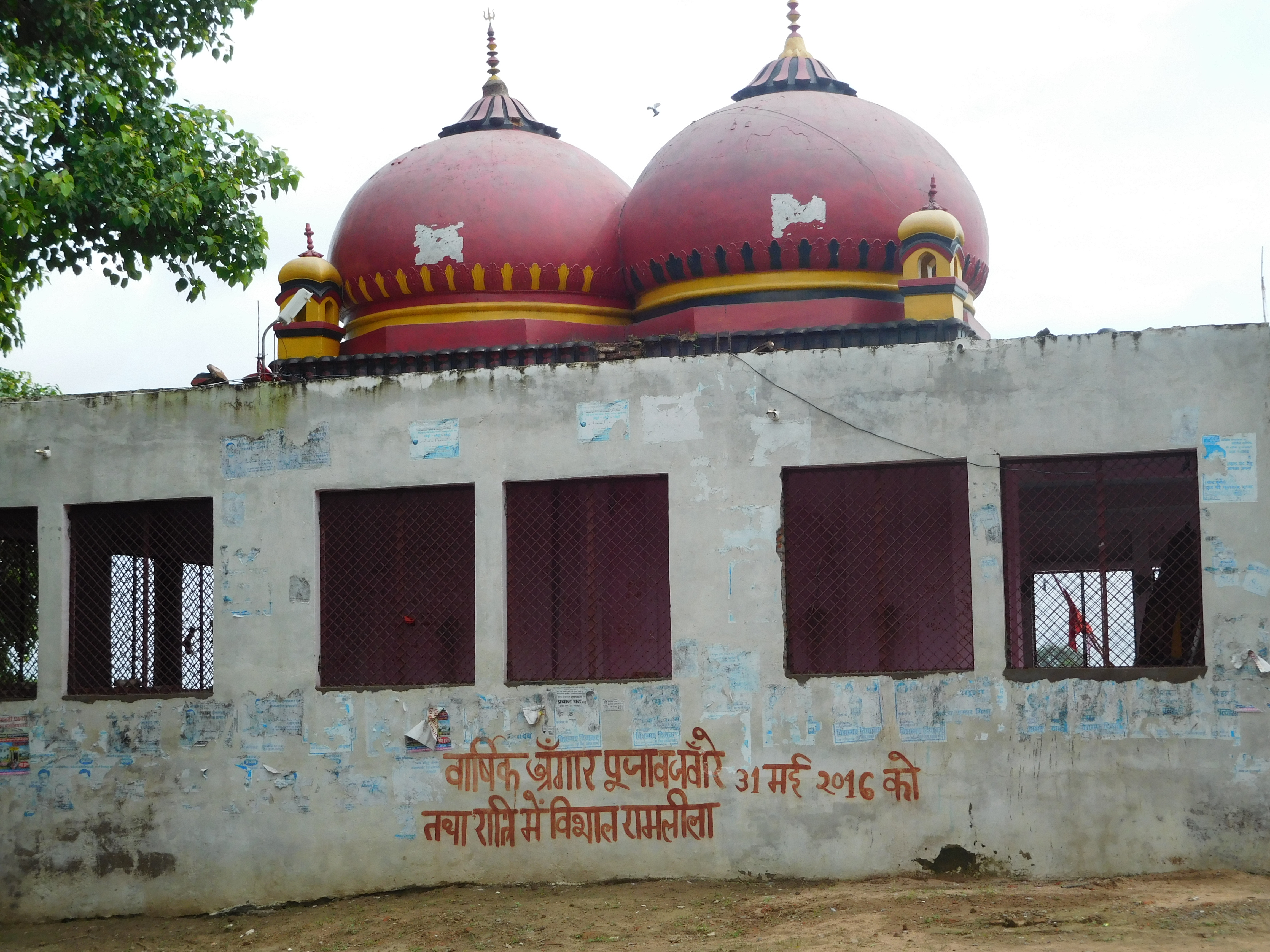
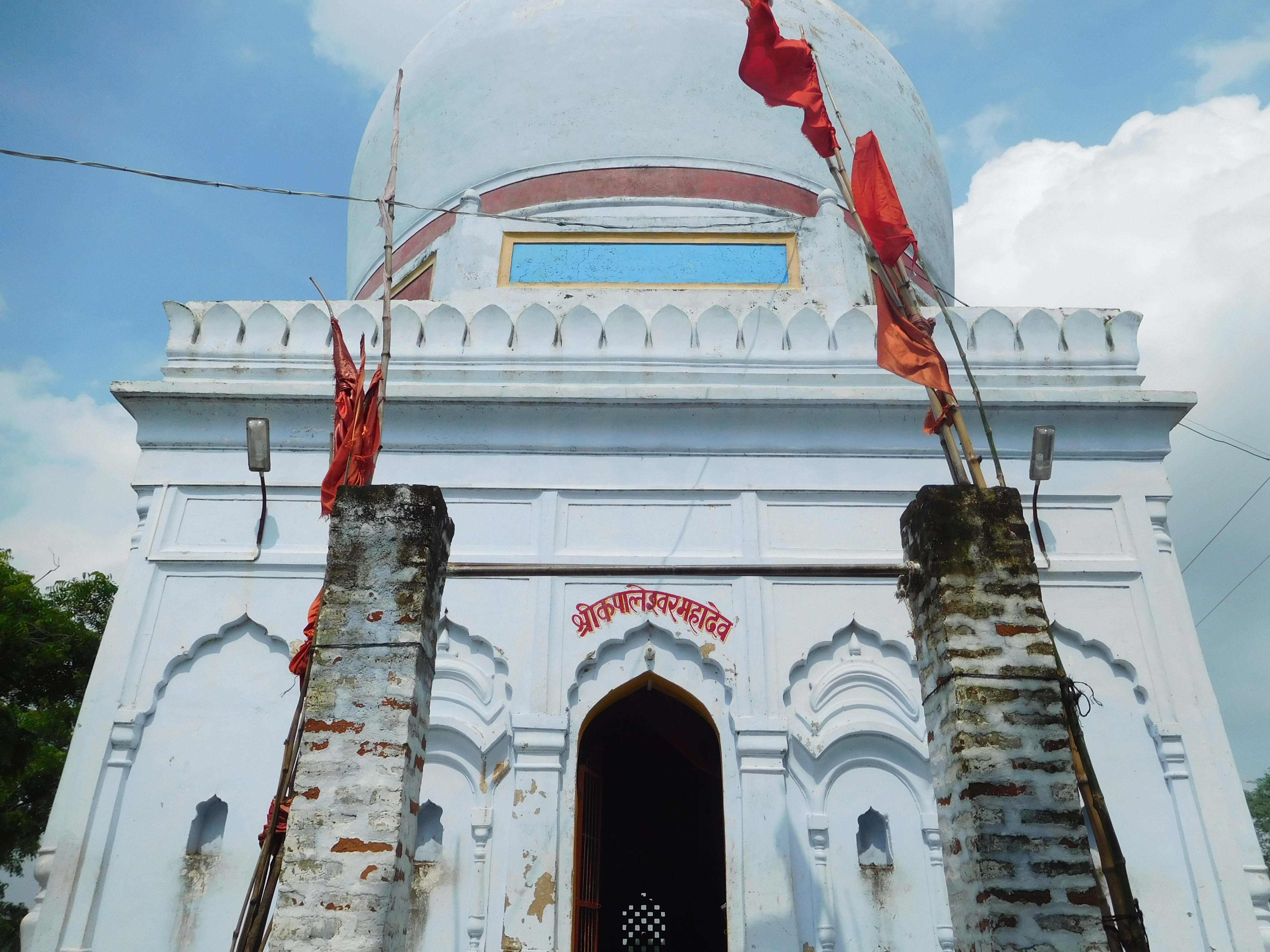
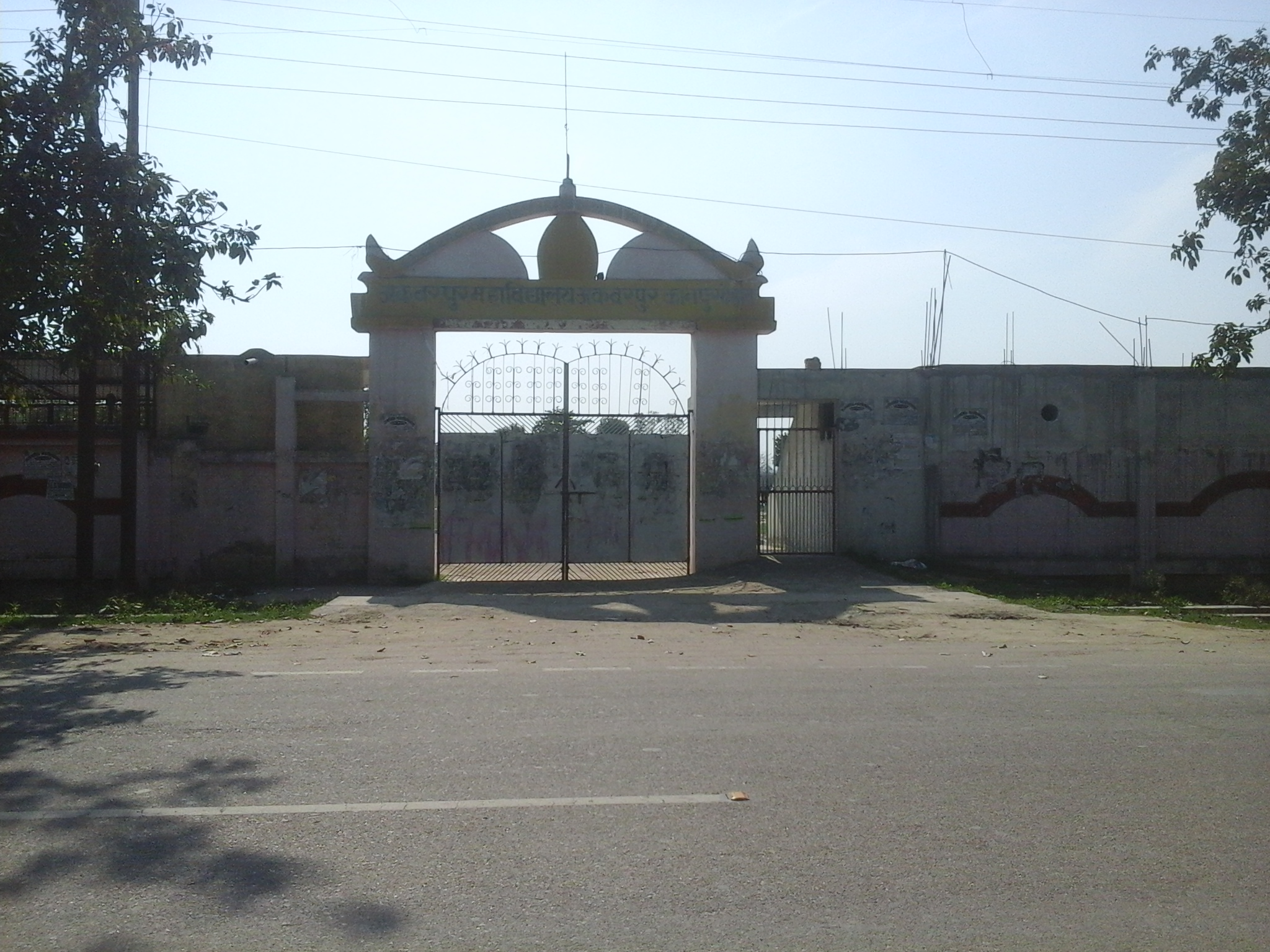
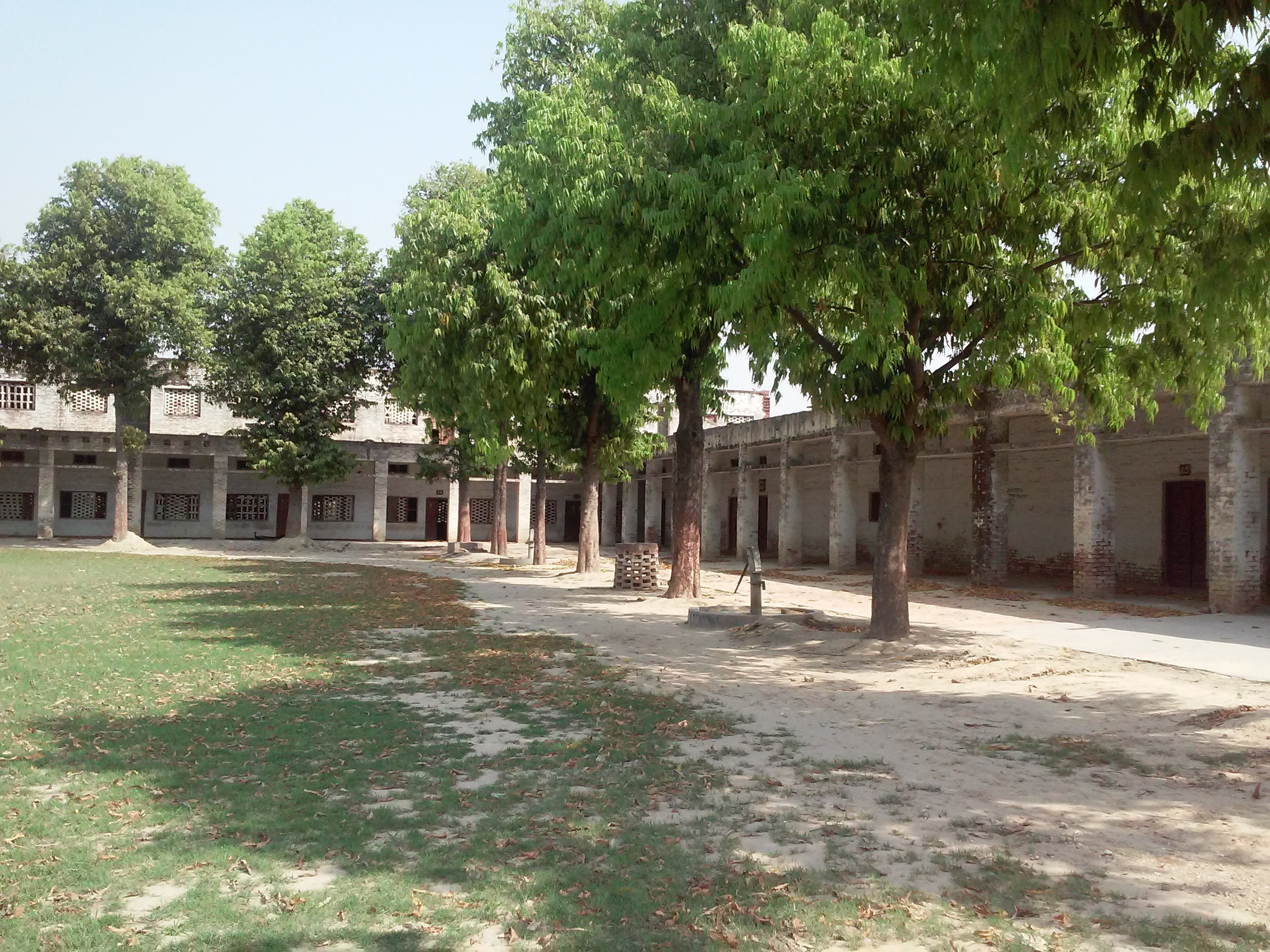
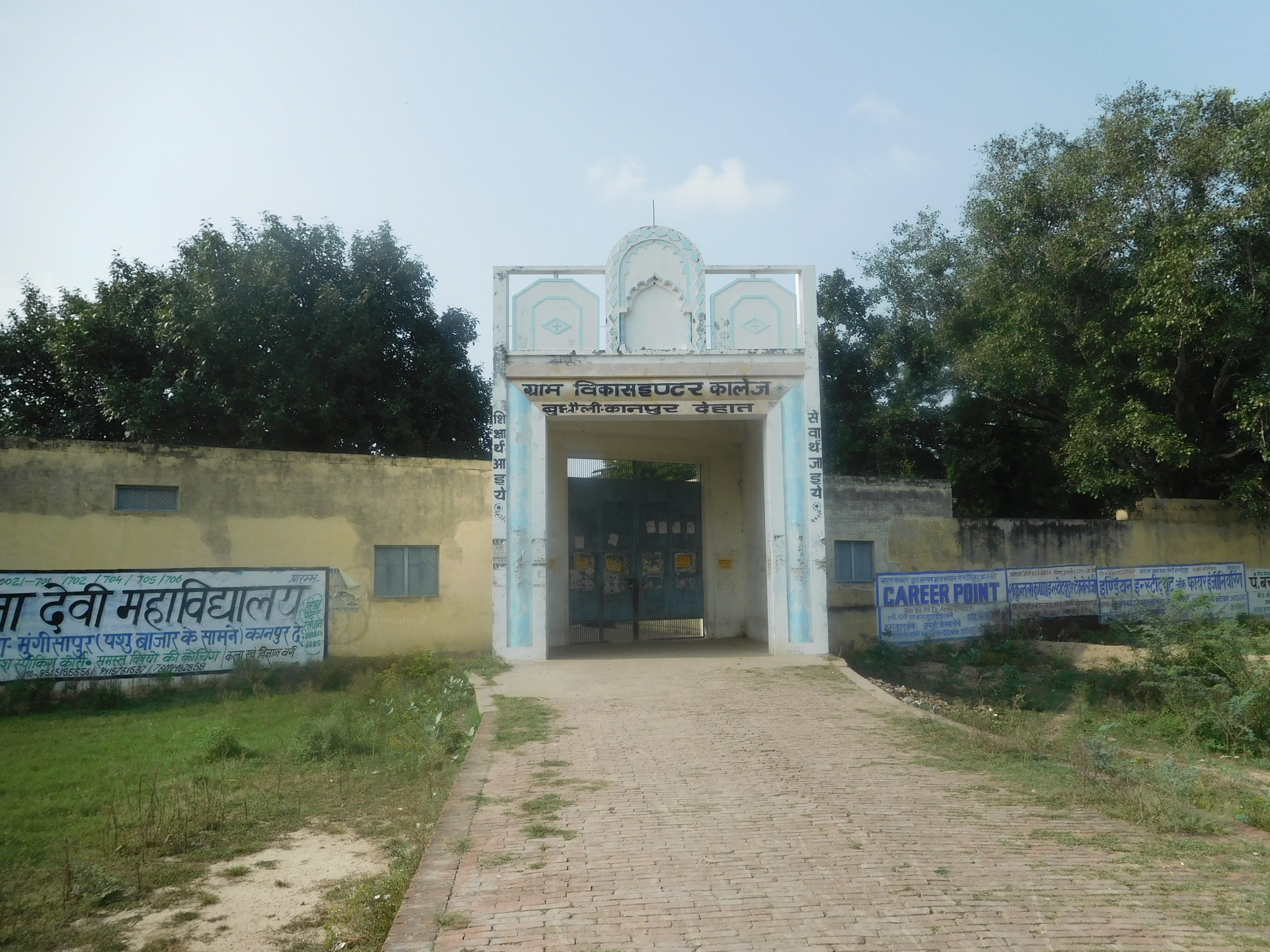
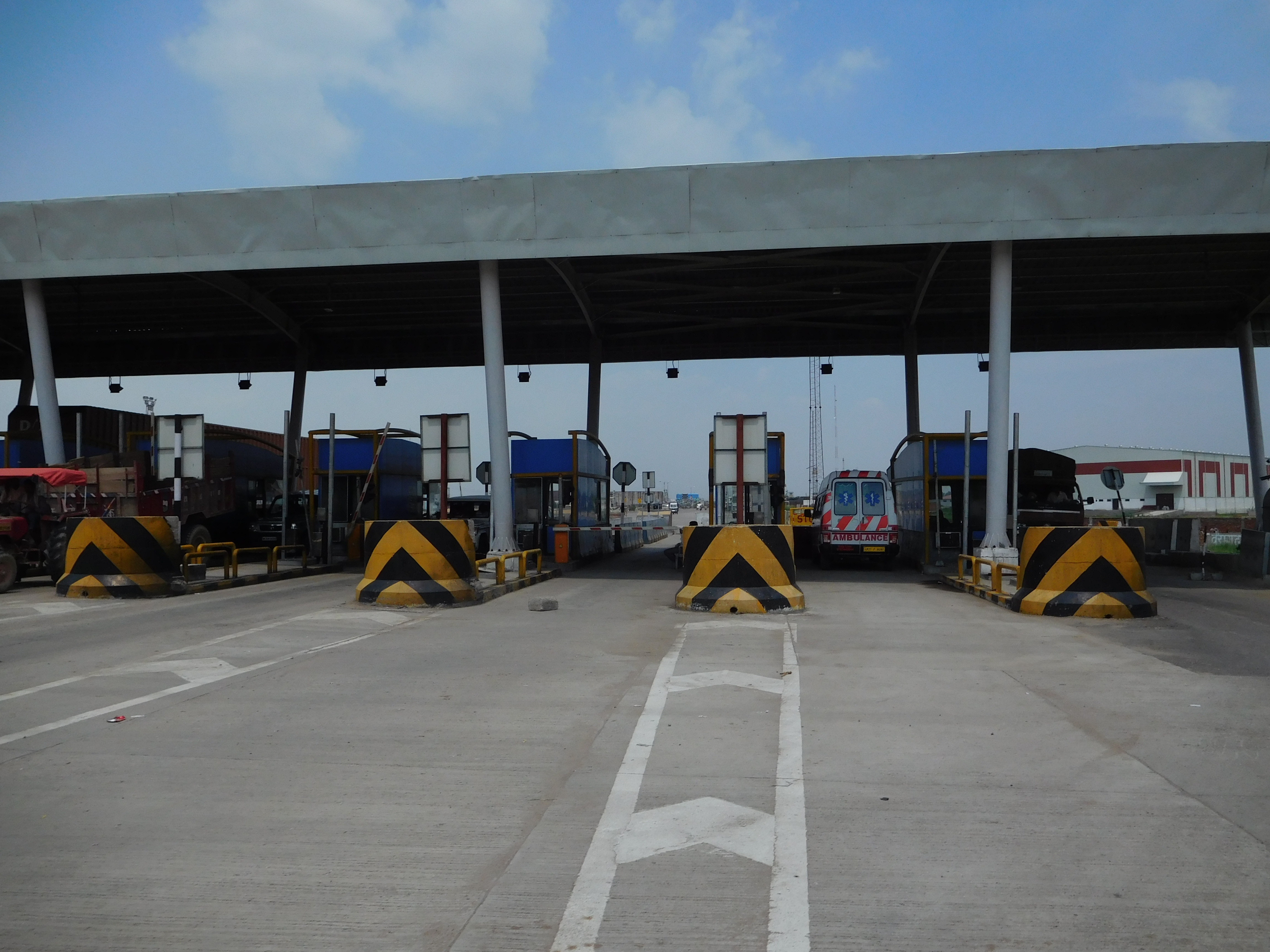
Bara Toll Plaza
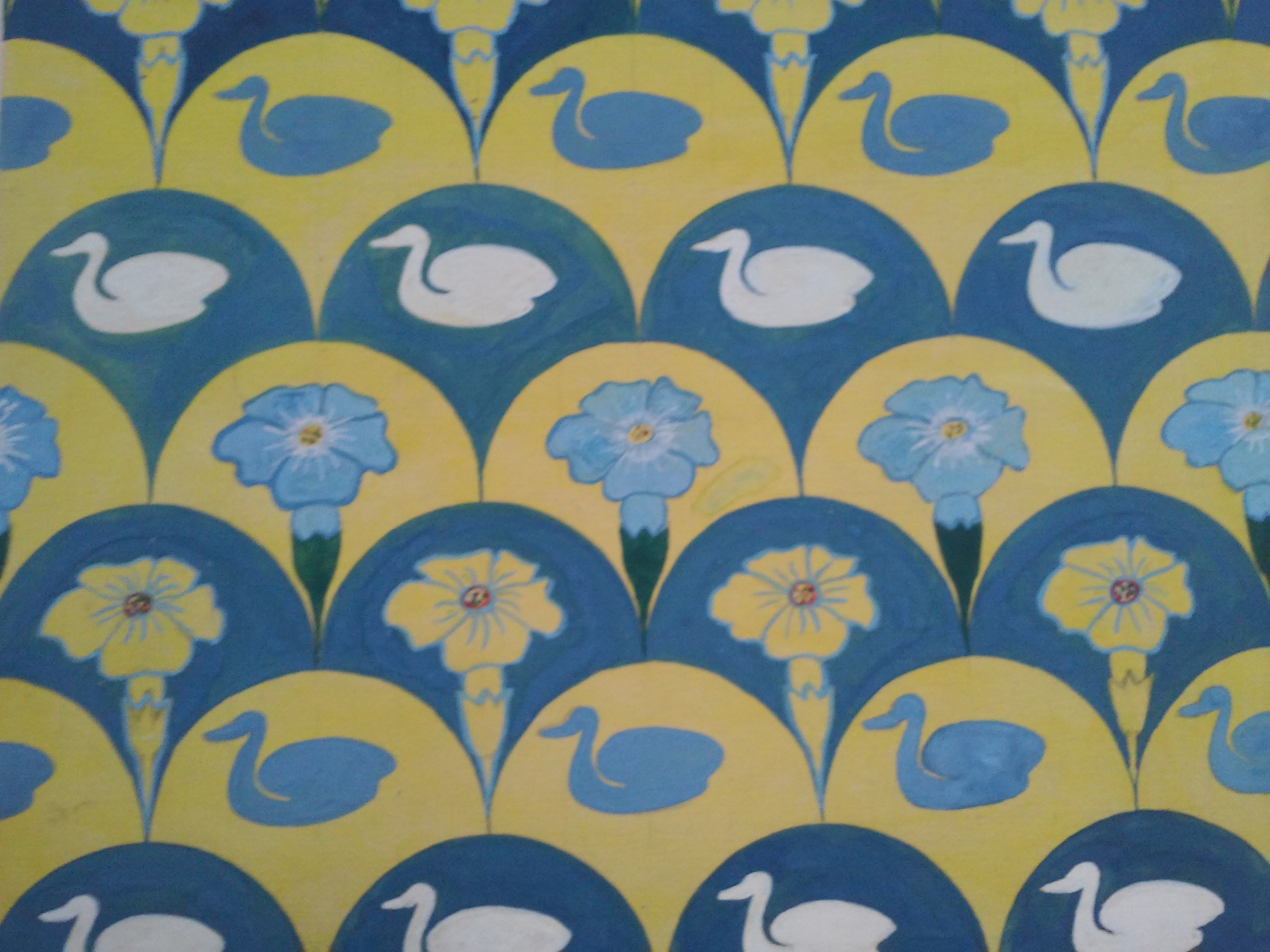
Water Colors Design
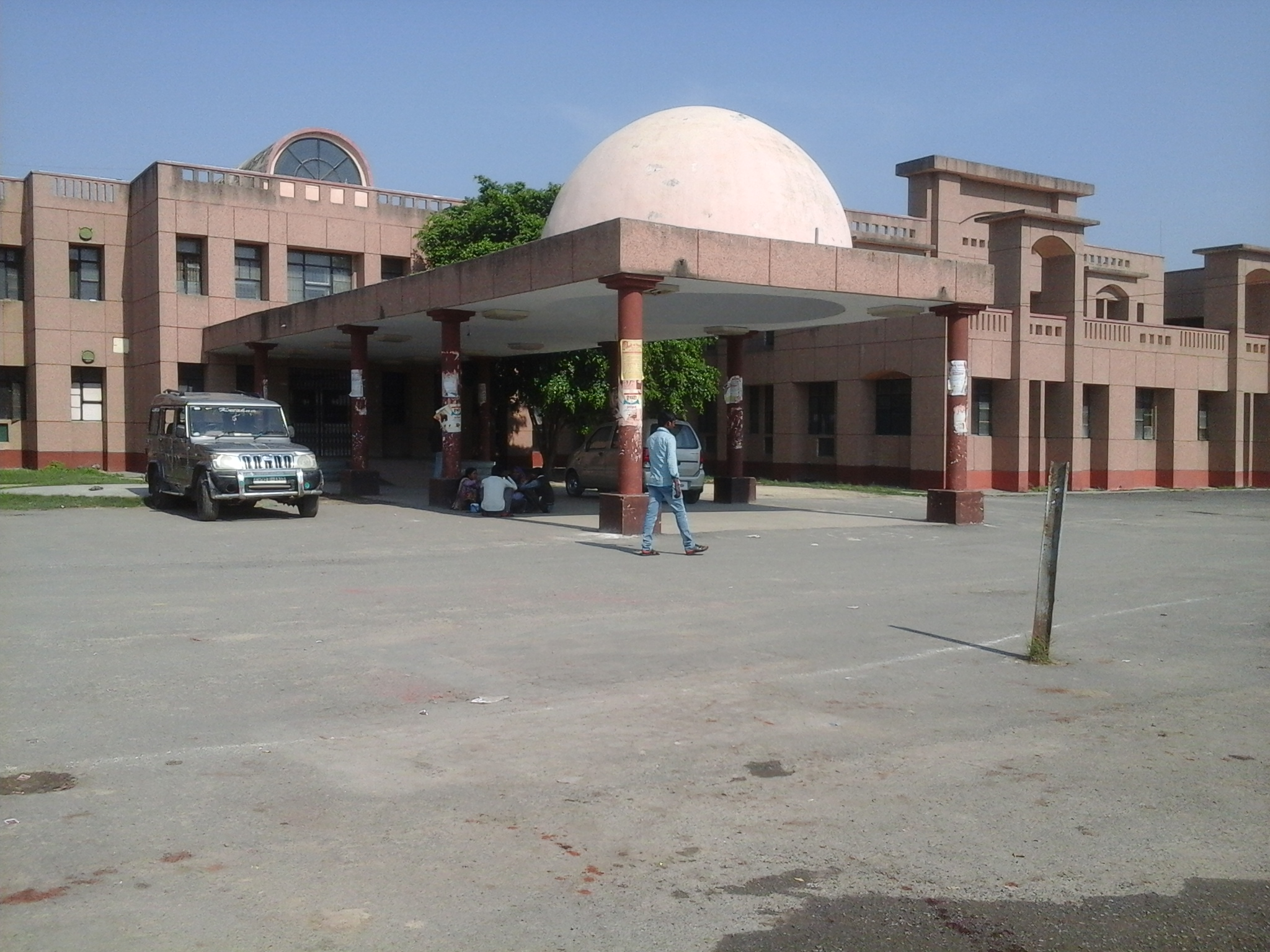
District Hospital
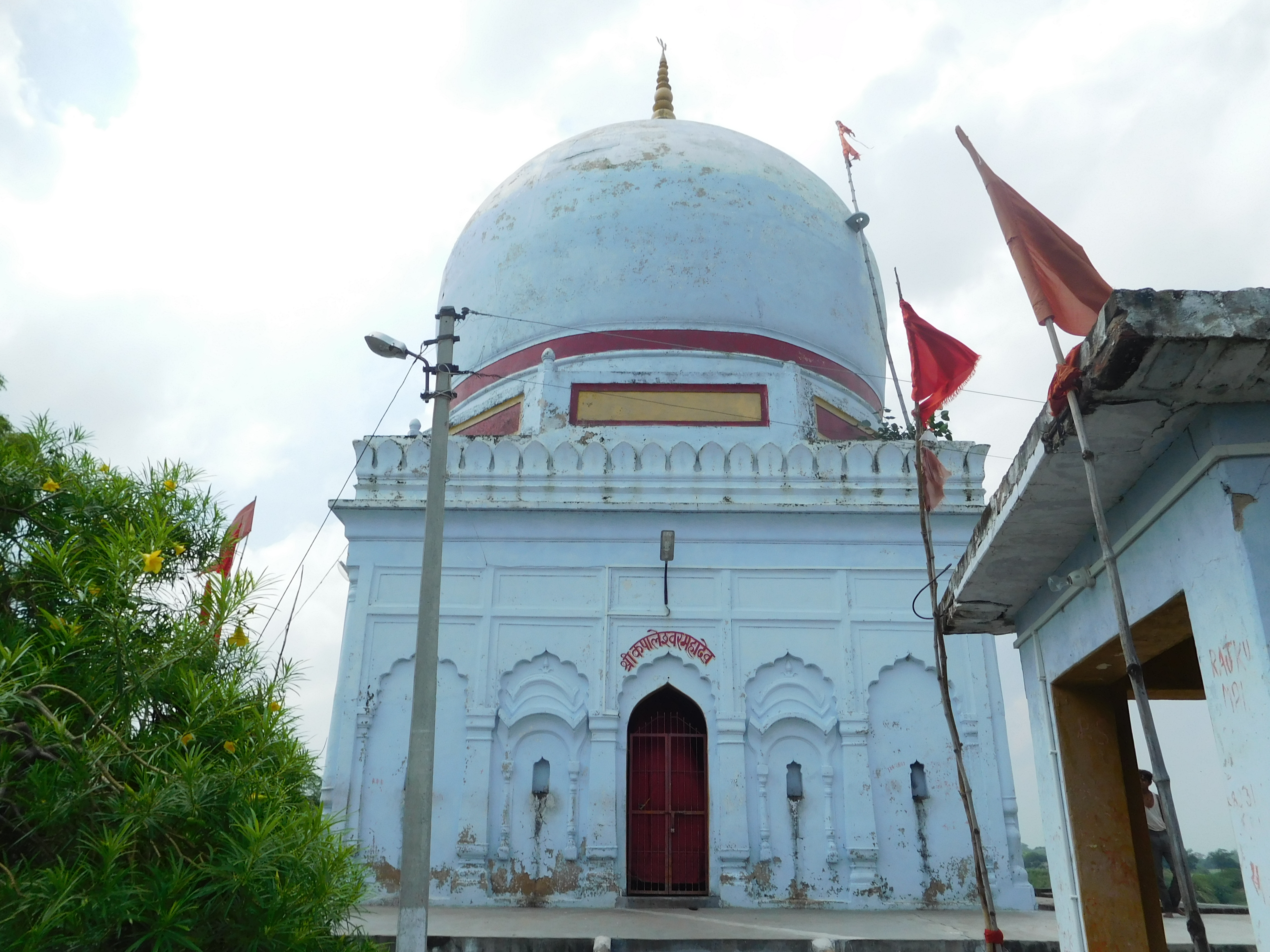
Kapaleshwr Temple (North view)
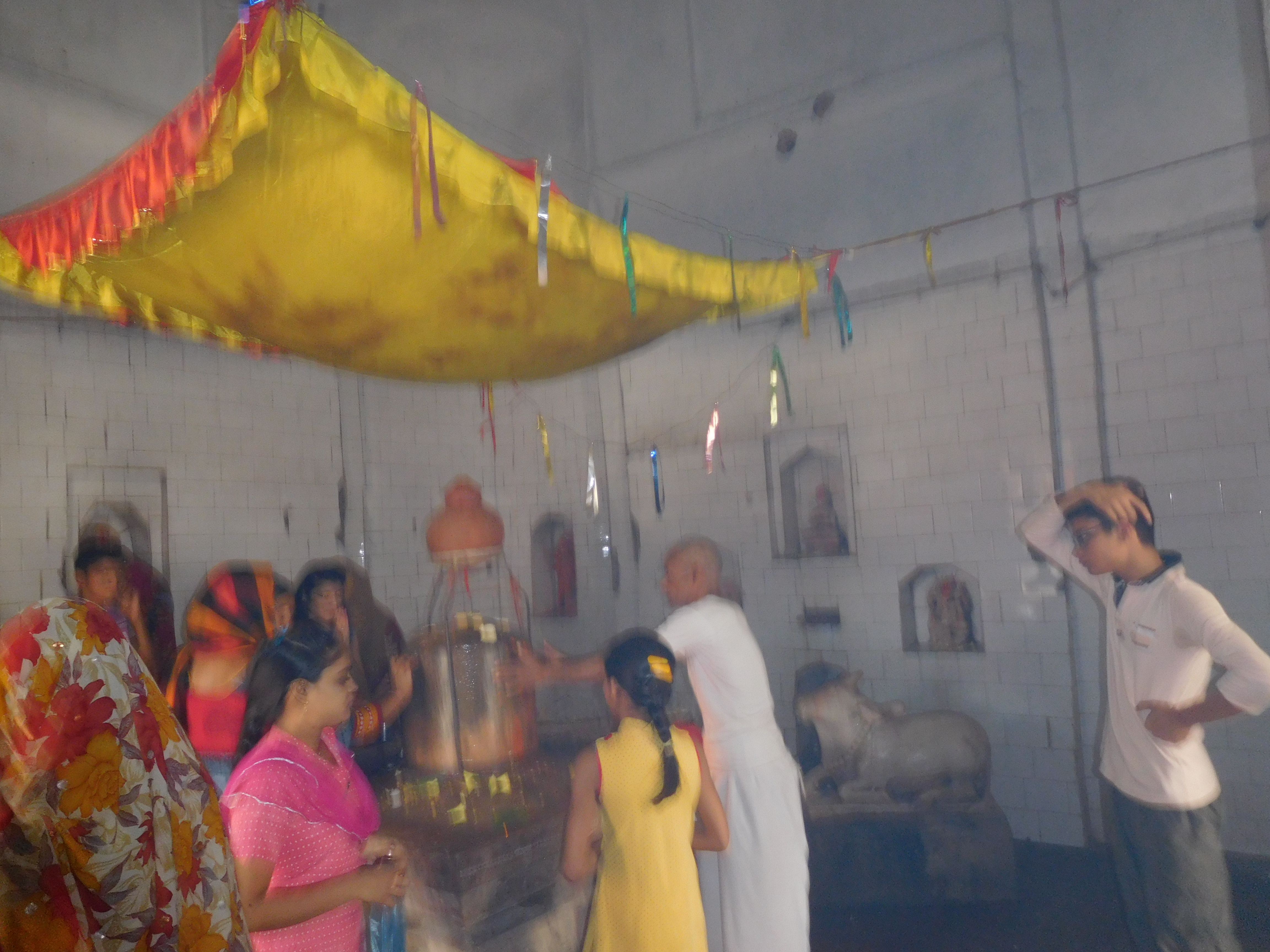
Waneshwar Mahadev Mandir (worshipping view)
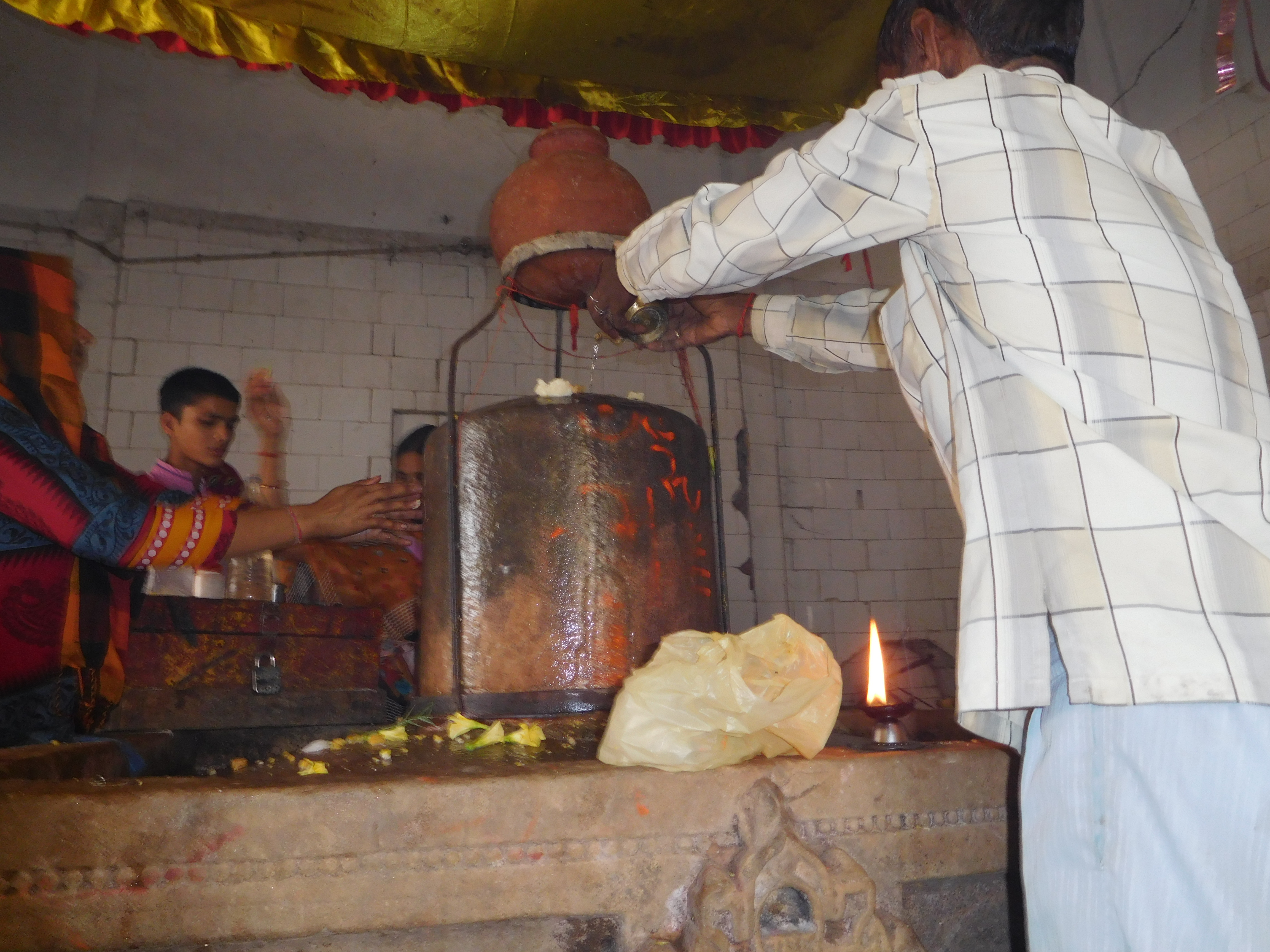
Waneshwar mahadev (internal view)
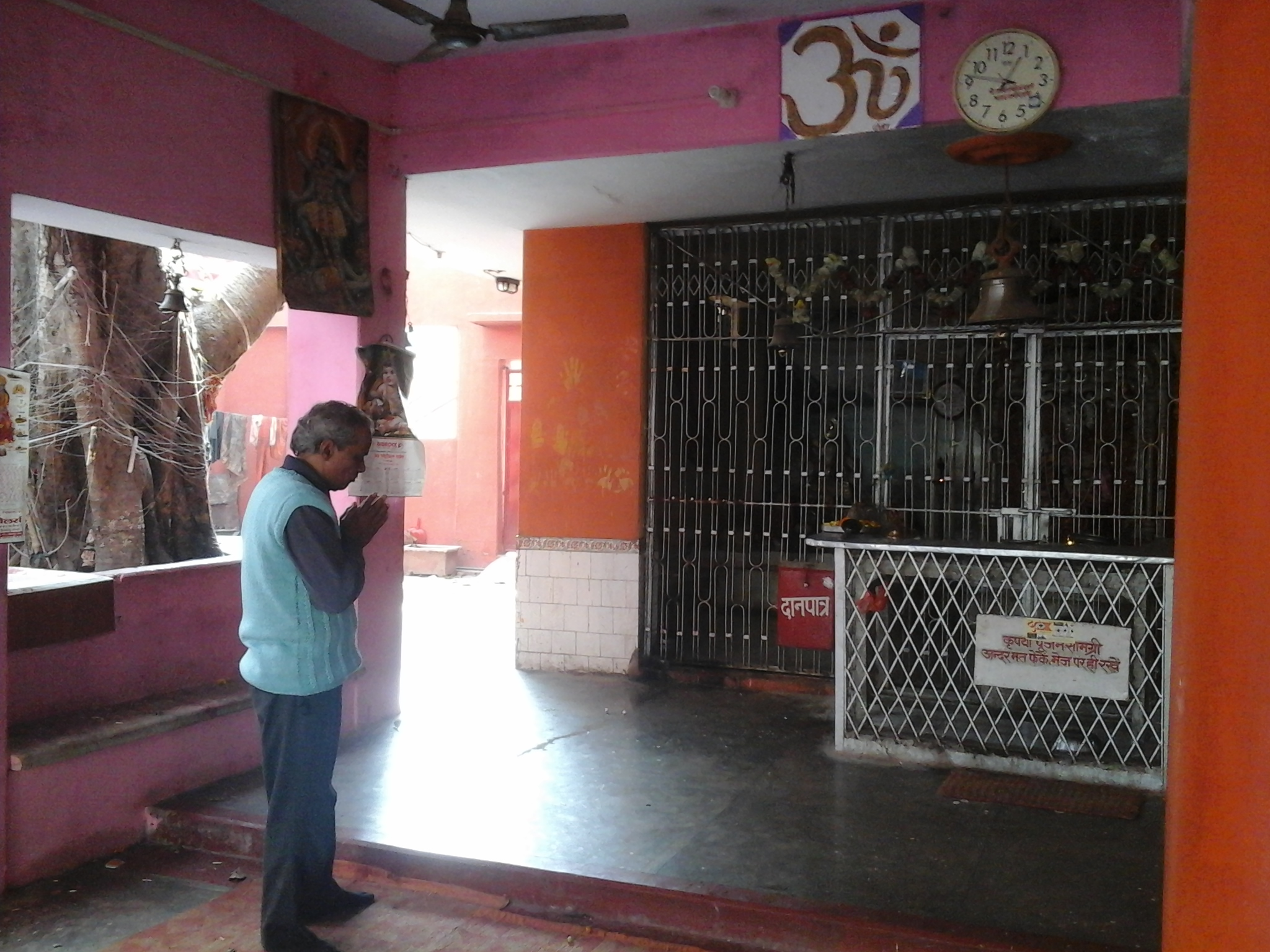
Durga Devi Temple Rura
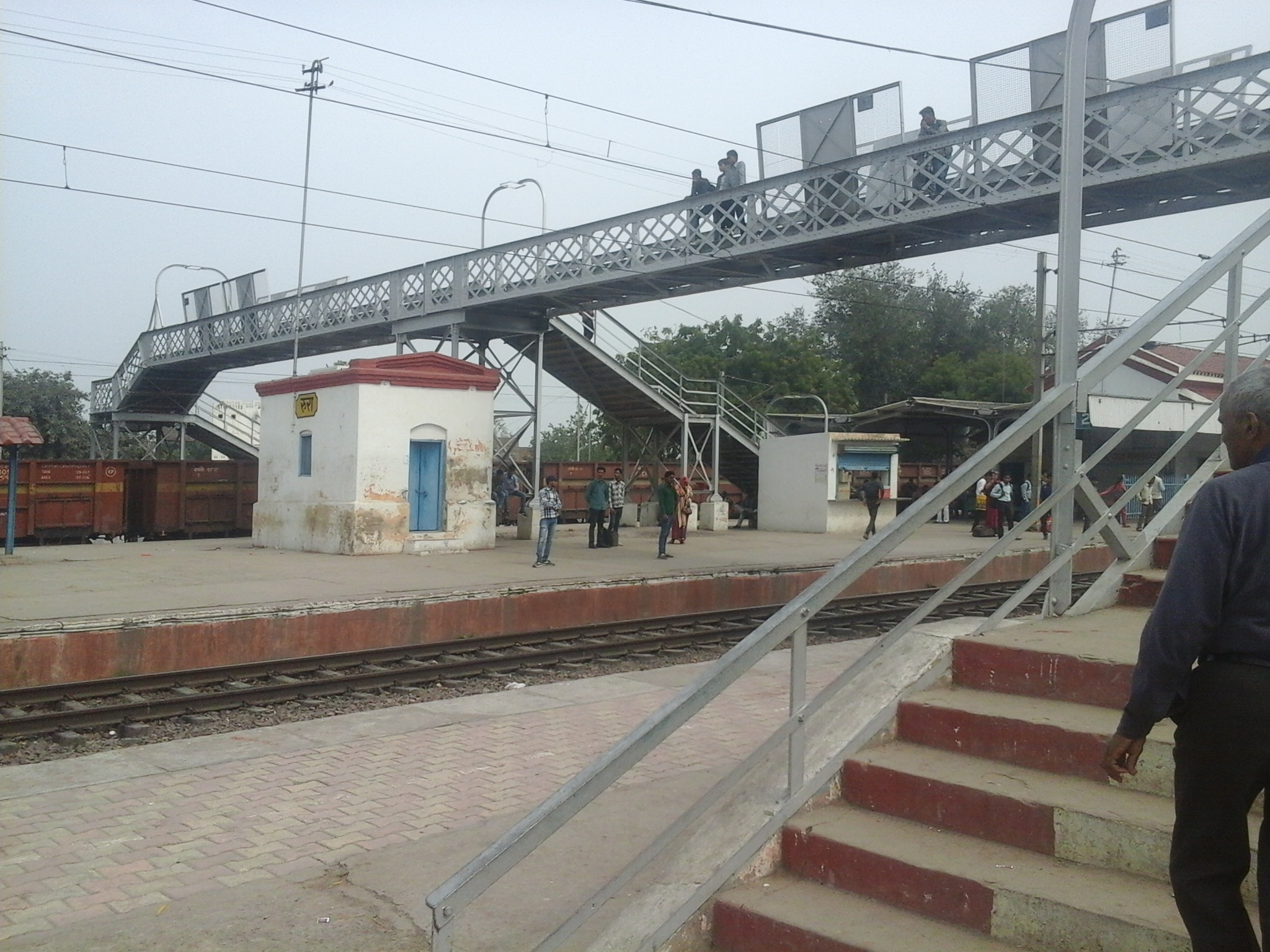
Over bridge Rura
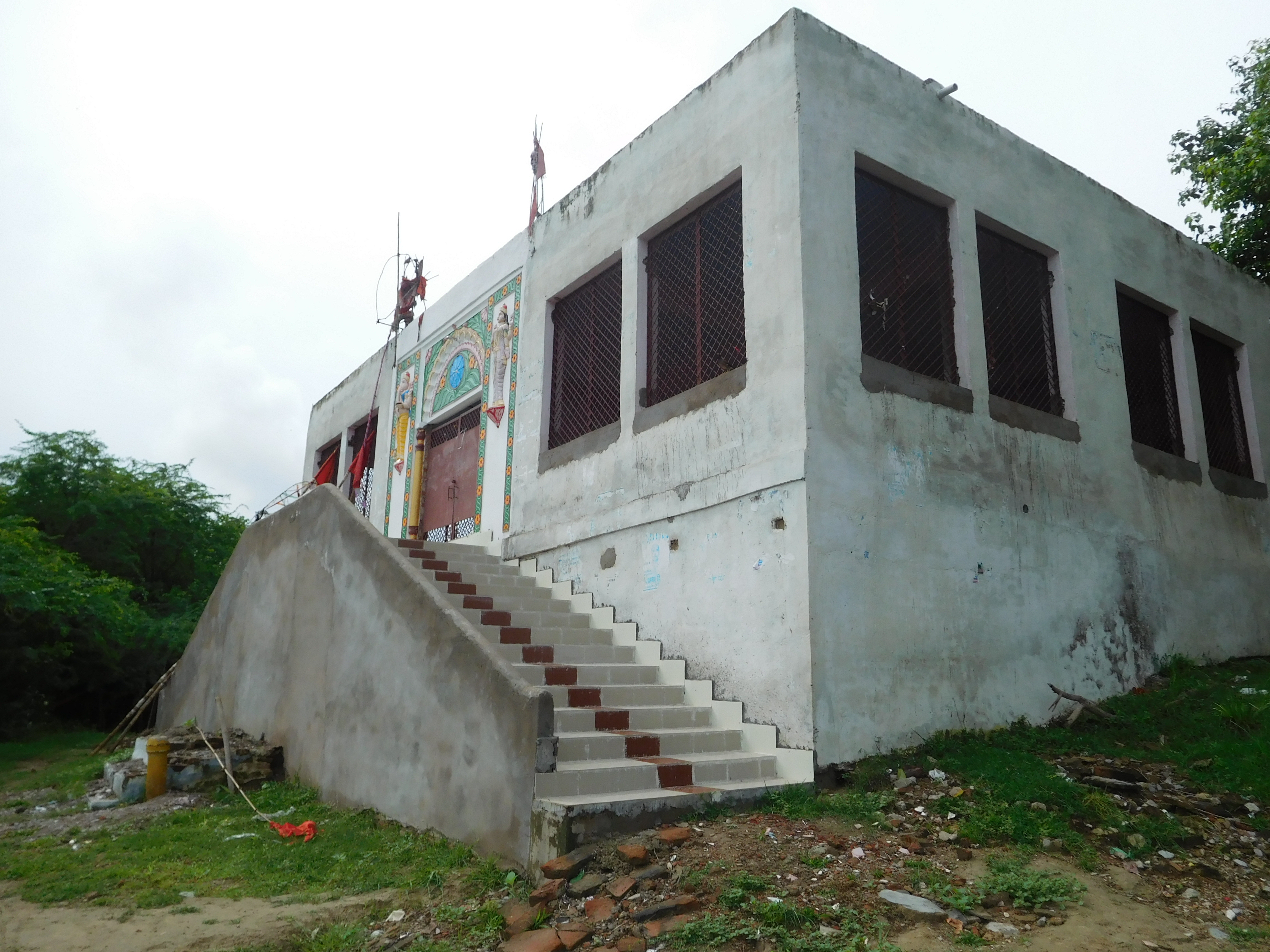
Parhul Devi Temple
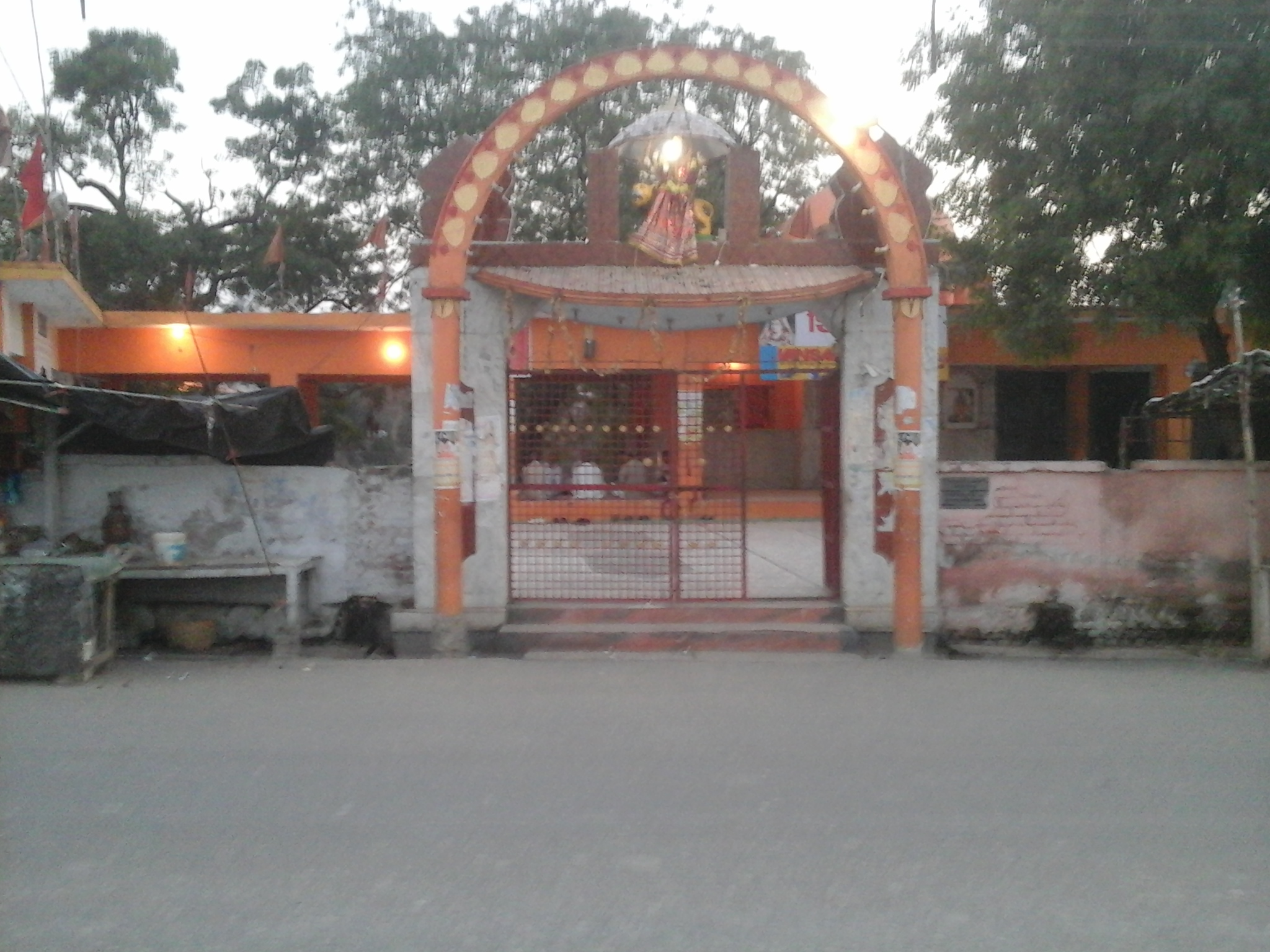
Kalika Devi Mandir
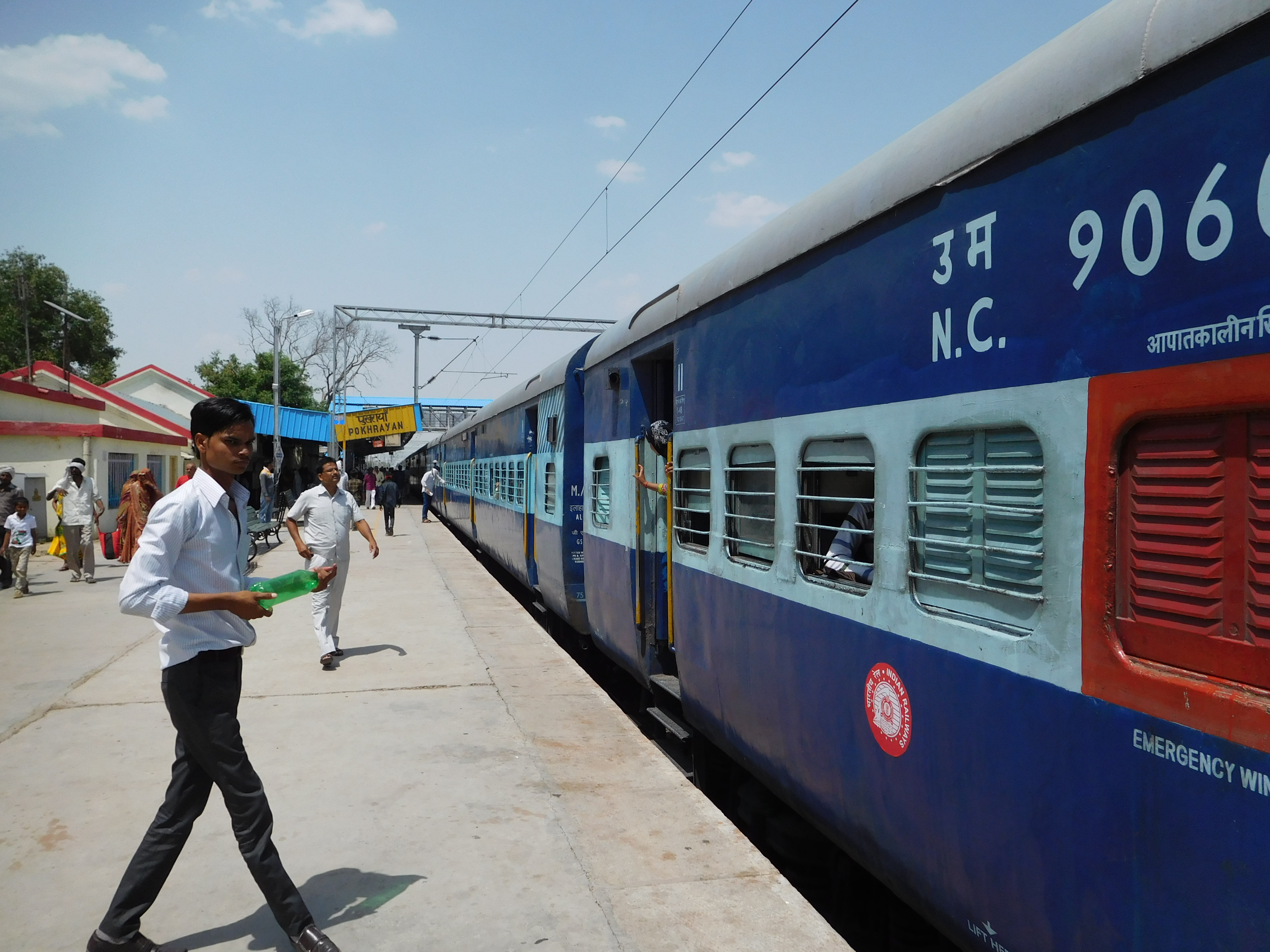
Pokhrayan Railway Station
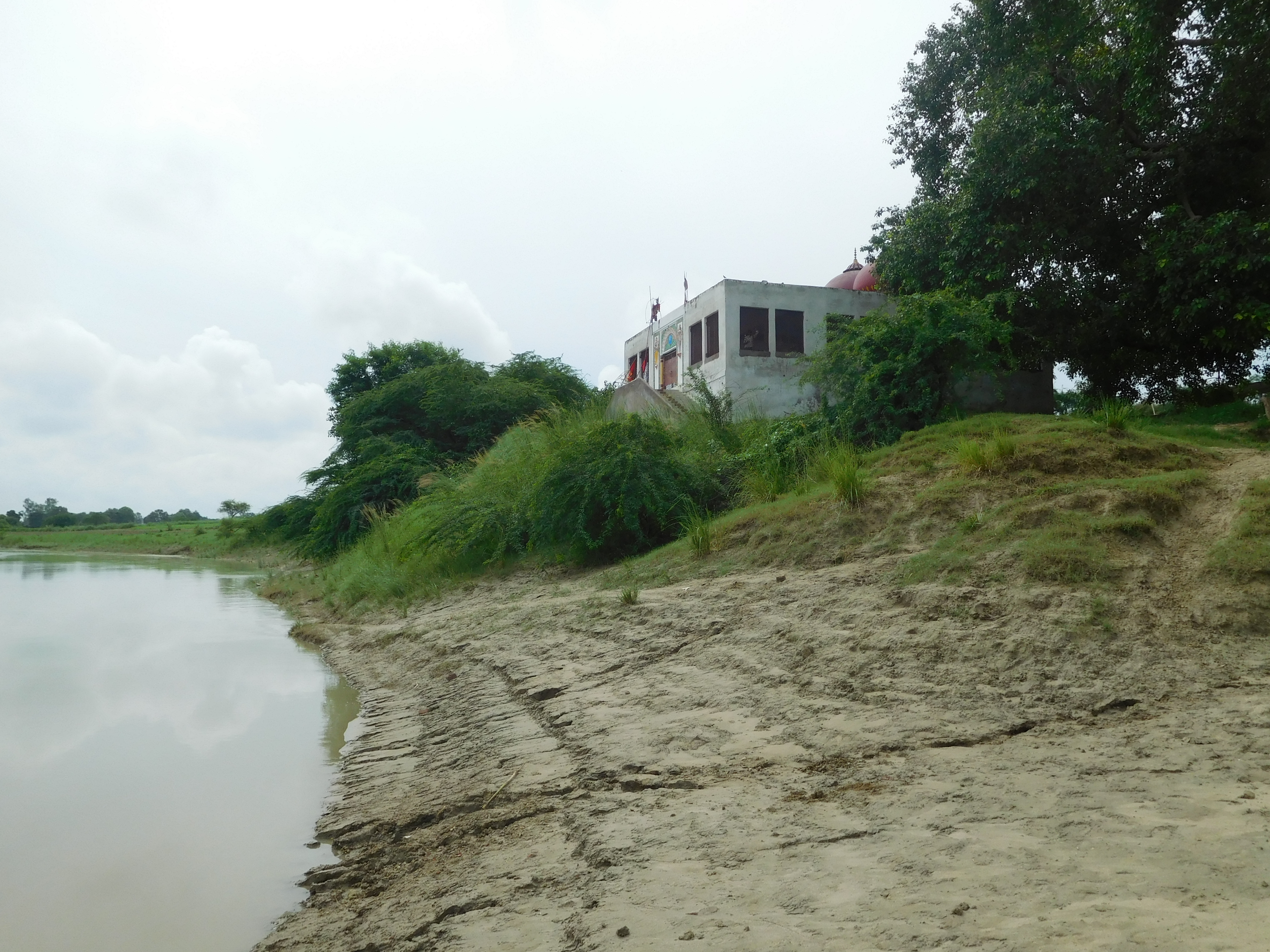
Parhul Devi Temple-1
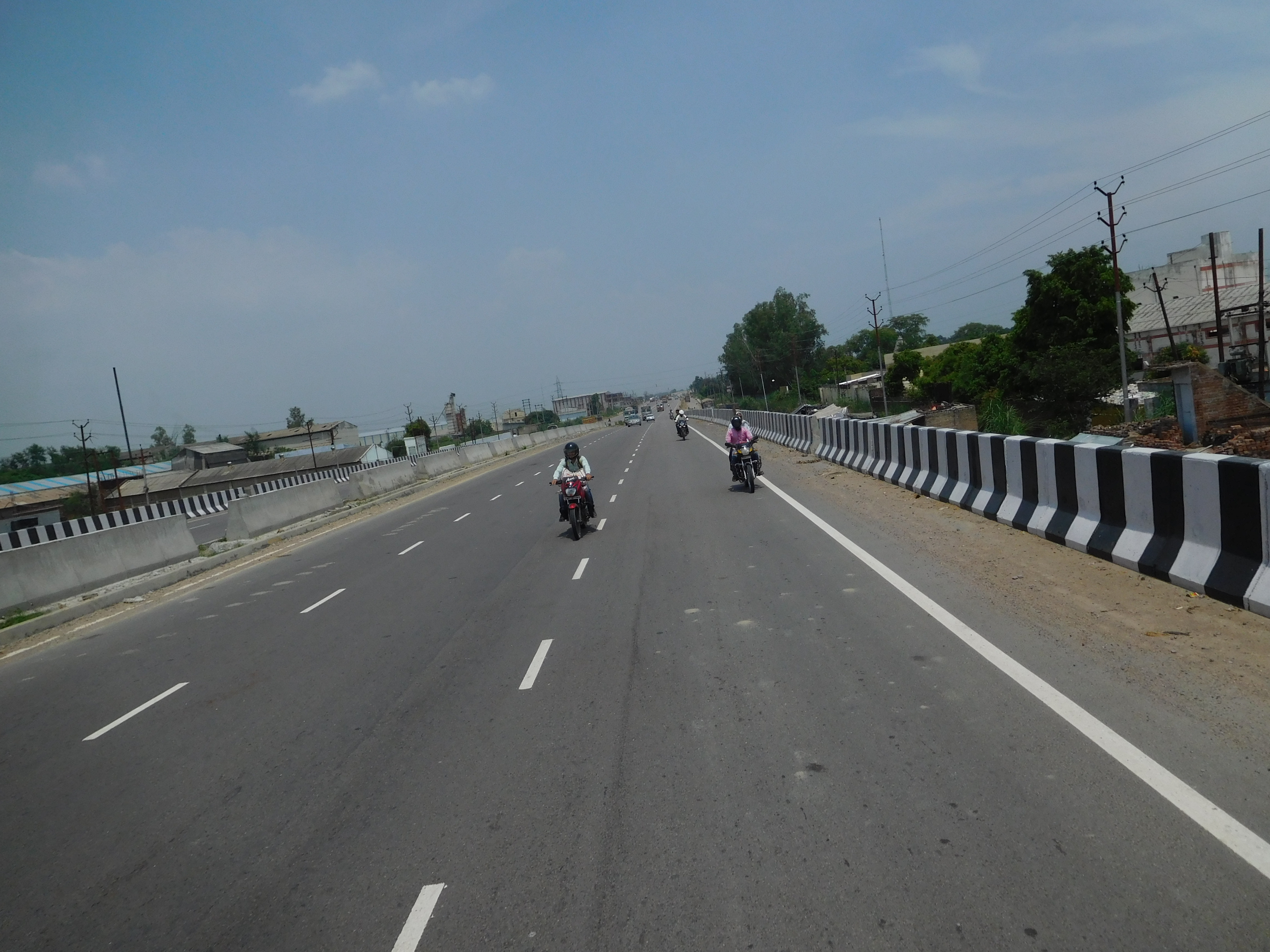
Lucknow -Jhansi Road